# Skinamarink
Skinamarink es una película de terror experimental canadiense de 2022 escrita y dirigida por Kyle Edward Ball en su debut como director. La película sigue a dos niños que se despiertan durante la noche para descubrir que no pueden encontrar a su padre y que las ventanas, puertas y otros objetos de su casa están desapareciendo.
Antes de la producción de Skinamarink, Ball tenía un canal de YouTube donde subía videos basados en las pesadillas contadas por los comentaristas. Su cortometraje Heck de 2020 se desarrolló como prueba de concepto para Skinamarink. Skinamarink se filmó digitalmente con un presupuesto de $15 000, en la casa de la infancia de Ball en Edmonton, Canadá. Se estrenó en el 26º Festival de Cine Fantasia en Montreal el 25 de julio de 2022, y luego se proyectó en otros festivales de cine, incluidos algunos que ofrecían opciones de visualización en el hogar. Por un problema técnico, una de las plataformas del festival permitió que se filtrara en línea una copia de la película; Luego, la película llamó la atención en aplicaciones de redes sociales y sitios web como TikTok, Reddit y Twitter, donde atrajo elogios de boca en boca.
Skinamarink recibió un estreno en cines en los Estados Unidos y Canadá a través de IFC Midnight el 13 de enero de 2023, y se estrenó en el servicio de transmisión de terror Shudder el 2 de febrero siguiente. La película fue un éxito de taquilla, recaudando $1.5 millones sobre un presupuesto de $15 000. Recibió reseñas generalmente positivas de los críticos, quienes lo caracterizaron como basado en experiencias de miedo infantil, aunque recibió una respuesta polarizada del público.

## Reparto
- Lucas Paul como Kevin[8]
- Dalí Rose Tetreault como Kaylee[8]
- Ross Paul como el padre de Kevin y Kaylee[8]
- Jaime Hill como la madre de Kevin y Kaylee[8]

## Producción

### Desarrollo
Ball dirigió anteriormente un canal de YouTube, Bitesized Nightmares, a través del cual les pedía a los espectadores que publicaran comentarios sobre sus pesadillas y luego grababan recreaciones de dichas pesadillas. Skinamarink se inspiró en los tropos recurrentes en las pesadillas más comunes. La película fue precedida por un cortometraje de prueba de concepto de 2020 titulado Heck, también dirigido por Ball.
Ball recordó: "Tuve una pesadilla cuando era pequeño. Estaba en la casa de mis padres, mis padres no estaban y había un monstruo. Y mucha gente ha compartido exactamente este mismo sueño". La inspiración para el título de la película se produjo después de que Ball escuchara la canción homónima de la película en la película de 1958 Cat on a Hot Tin Roof y recordó la versión de Sharon, Lois y Bram, que describió como "una parte intrínseca de [su] infancia".
Ball se sintió atraído por "Skinnamarink" como título de una película debido a su estado de dominio público, la evocación de los sonidos duros de la "k" y su relevancia personal para él y muchos otros; modificó ligeramente la ortografía para que los niños pequeños que buscaban la canción en línea no encontraran accidentalmente su película.

### Rodaje
Skinamarink tuvo un presupuesto de $15 000, que en su mayoría fue financiado por micromecenazgo. Se rodó digitalmente, con Jamie McRae como director de fotografía de la película, en la casa de la infancia de Ball en Edmonton, Canadá. Debido al presupuesto limitado, la película se realizó principalmente con equipos prestados de la Sociedad de Artes de Cine y Video de Alberta (FAVA) local. Ball dijo que, "Al filmar una película en la casa en la que creciste con dos personajes que son más o menos tú y tu hermana, no tuve que tratar de hacerlo más personal, simplemente sucedió. Y luego, un beneficio adicional fue que mi madre había guardado un montón de juguetes de la infancia que usamos en la película, por lo que se volvió aún más personal".
Ball citó el trabajo de los cineastas Chantal Akerman, Stan Brakhage, Maya Deren, Stanley Kubrick y David Lynch como influencias en Skinamarink. También afirmó que fue influenciado por la película de vanguardia de 1967 Wavelength y la película slasher de 1974 Black Christmas, diciendo de esta última: "Black Christmas tiene muchas tomas donde solo hay panorámicas. Me referiría a ella cuando hable con mi director de fotografía, que no había visto Black Christmas: 'Esta es mi versión de Black Christmas.'"
Los dibujos animados que se ven en la televisión en Skinamarink son de dominio público, incluido el corto Somewhere in Dreamland de Max Fleischer de 1936, Balloon Land de 1935 de Ub Iwerks y el corto Prest-O Change-O de Fantasías animadas de ayer y hoy de 1939.
Skinamarink utiliza subtítulos para ciertas líneas de diálogo. Ball dijo: "Los subtítulos aparecen originalmente en el guión porque quería experimentar con ellos. Lo he visto bastante en horror analógico en Internet. Pensé que sería genial jugar con escenas en las que pudiéramos escuchar a la gente hablar, pero había tanto silencio que solo podíamos entenderlos con subtítulos. Y luego, cuando llegué a la edición, había ciertas escenas en las que, en retrospectiva, una escena originalmente estaba subtitulada, pero la forma en que decían algo sonaba bien, así que mantuvimos el audio. Fue un pequeño proceso divertido."

## Estreno

### Proyecciones del festival y filtración
Skinamarink se estrenó en el 26° Festival Internacional de Cine Fantasia en Montreal, Canadá, el 25 de julio de 2022. Skinamarink luego se proyectó en varios otros festivales, incluidos algunos que ofrecían opciones de visualización en el hogar. Por un problema técnico, una de las plataformas del festival permitió piratear el archivo digital de la película. Esta versión se subió repetidamente a YouTube y extractos a TikTok, Reddit y Twitter, donde atrajo una considerable aclamación de boca en boca. Varios videos en TikTok la consideraron una de las películas más aterradoras jamás realizadas, y un video afirmó que "está traumatizando a todos en TikTok". Ball expresó su decepción porque la película fue pirateada, pero agradeció la reacción positiva.

### Estreno en cines
Los derechos de distribución de Skinamarink fueron adquiridos por AMC Networks para su estreno en cines a través de IFC Films (bajo el sello IFC Midnight).
Skinamarink se estrenó en cines en los Estados Unidos y Canadá el 13 de enero de 2023 en 629 pantallas. En los EE. UU., la película se estrenó en horarios parciales en todo el país, y se agregaron horarios de acuerdo con la demanda y la disponibilidad de los cines. Algunas cadenas de cines, como Regal Cinemas y Cinemark Theatres, solo proyectaron la película en todo el país el 13 y 14 de enero. Sin embargo, la mitad de todos los cines que proyectaron Skinamarink, incluidas las ubicaciones de AMC Theatres, ampliaron sus funciones de la película para abrir compromisos.
Skinamarink también se proyectó en el Reino Unido, con funciones en el Prince Charles Cinema de Londres y en el Mockingbird Cinema de Birmingham.
La película fue estrenada en el servicio de transmisión de terror de AMC Networks, Shudder, el 2 de febrero de 2023.

### Medios domésticos
En diciembre de 2022, Ball declaró en Twitter que era posible un lanzamiento en Blu-ray de la película, mientras que la posibilidad de un lanzamiento en DVD era incierta.